# Zjednoczona Lewica (Hiszpania)
Zjednoczona Lewica (hiszp. Izquierda Unida, IU) – hiszpańska lewicowa partia polityczna, będąca pierwotnie koalicją wyborczą zorganizowaną w 1986 roku, na fali protestów przeciwko wejściu Hiszpanii do NATO. Została utworzona przez kilka grup lewicowców, zielonych, lewicowych socjalistów i republikanów, ale zawsze zdominowana przez Komunistyczną Partię Hiszpanii (PCE). W skład IU wchodziła także Partia Humanistyczna, ale ich drogi rozeszły się w 1987 roku.
Po porażce w wyborach 1982 roku przez PCE (spadek ilości oddanych na nią głosów z 10% do 3%), IU powoli odzyskiwała poparcie, osiągając w 1993 roku 9% (1,8 mln głosów) i prawie 11% w 1996 roku. Od 1999 roku natomiast poparcie zaczęło się zmniejszać – tylko 5% w 2000 roku. Podczas tych wyborów IU podpisała porozumienie z PSOE.
Od 1986 do 2001 roku liderem IU był jej sekretarz generalny, Julio Anguita. Od 2001 do 2008 roku był nim Gaspar Llamazares, a od 2008 – Cayo Lara. IU ma największe wpływy w Andaluzji, Madrycie i Asturii, jest tak z powodu silnych w tych rejonach komunistycznych tradycji PCE.
IU nie miała natomiast swojej organizacji partyjnej w Katalonii. Do 1998 roku była nią Inicjatywa dla Zielonych Katalonii (ICV), jednak później zbliżyła się ona w kierunku centrum sceny politycznej i zerwała powiązania z IU. Jednak w Zjednoczonej Socjalistycznej Partii Katalonii (PSUC), miał miejsce rozłam i powstała Zjednoczona Lewica i Alternatywa, która stała się przedstawicielstwem IU na Katalonię.
W wyborach 14 marca 2004 roku, IU startowała w koalicji z ICV. Uzyskali oni razem 1 359 190 głosów (5,3%), co dało im 4 deputowanych w izbie niższej Kortezów.

## Koordynatorzy
- Gerardo Iglesias (1986–1988)
- Julio Anguita (1988–2000)
- Gaspar Llamazares (2000–2008)
- Cayo Lara (2008–2016)
- Alberto Garzón (2016–2023)[3]
- Antonio Maíllo Cañadas (od 2024)[4]

## Przedstawicielstwa IU

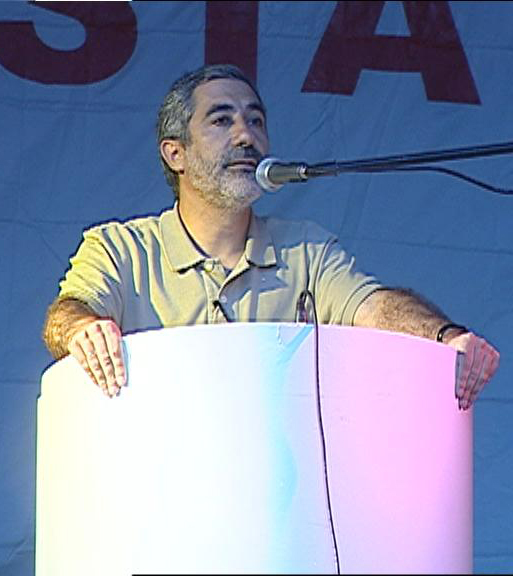
Gaspar Llamazares (ur. 1957) – lider IU

- Andaluzja: Izquierda Unida Los Verdes – Convocatoría por Andalucía
- Aragonia: Izquierda Unida Aragón
- Asturia: Izquierda Xunida d’Asturres
- Baleary: Esquerra Unida de les Illes Balears
- Wyspy Kanaryjskie: Izquierda Unida de Canarias
- Kantabria: Izquierda Unida de Cantabria
- Kastylia-La Mancha: Izquierda Unida – Izquierda de Castilla-La Mancha
- Kastylia i León: Izquierda Unida de Castilla y León
- Ceuta: Izquierda Unida de Ceuta
- Kraj Basków: Ezker Batua – Berdeak
- Estremadura: Izquierda Unida – Federación de Extremadura
- Galicja: Esquerda Unida-Izquierda Unida
- La Rioja: Izquierda Unida – La Rioja
- Madryt: Izquierda Unida de la Comunidad de Madrid
- Melilla: Izquierda Unida – Federación de Melilla
- Murcja: Izquierda Unida – Región de Murcia
- Nawarra: Izquierda Unida de Navarra – Nafarroako Ezker Batua
- Walencja: Esquerra Unida del País Valencià

## Poparcie
| Wybory | Poparcie | Zmiana punktów procentowych | Mandaty (Kongres Deputowanych) | Zmiana | Mandaty (Senat) | Zmiana |
| ------ | -------- | --------------------------- | ------------------------------ | ------ | --------------- | ------ |
| 1986   | 4,6%     | -                           | 7                              | -      | 0               | -      |
| 1989   | 9,05%    | 4,45                        | 17                             | 10     | 1               | 1      |
| 1993   | 9,57%    | 0,52                        | 18                             | 1      | 2               | 1      |
| 1996   | 10,52%   | 0,95                        | 21                             | 3      | ?               | ?      |
| 2000   | 5,54%    | 4,98                        | 8                              | 13     | ?               | ?      |
| 2004   | 5,04%    | 0,50                        | 5                              | 3      | ?               | ?      |
| 2008   | 3,84%    | 1,2                         | 2                              | 3      | ?               | ?      |
| 2011   | 6,92%    | 3,08                        | 11                             | 9      | 0               | ?      |
| 2011   | 3,68%    | 3,24                        | 2                              | 9      | 0               | 0      |